# Jura Kavan
Jura Kavan je český televizní dramaturg.
Osm let s Lucií Vopálenskou a Alenou Červenkovou připravoval v České televizi diskusní pořad Na hraně, za který v roce 1998 získali novinářskou Cenu Ferdinanda Peroutky. 
V 90. letech také moderoval folkové pořady v České televizi, vytvořené ve spolupráci s časopisem Folk a Country .